# اک‌ووک (آلاسکا)
اک‌ووک (به انگلیسی: Ekwok) شهری در ناحیه سرشماری دیلینگهام، آلاسکا ایالت آلاسکا است که جمعیت آن در سرشماری سال ۲۰۰۰ میلادی ۱۳۰ نفر بوده‌است.